# Belfiore (Firenze)
Belfiore è una zona di Firenze situata a nord del centro storico, in vicinanza dalla Fortezza da Basso, che ha come perimetro verso est il Torrente Mugnone con viale Redi e la zona di Novoli con via di Novoli, a nord il Ponte di Mezzo, a ovest, lato Rifredi con lo Statuto e il Romito e a sud San Jacopino e il centro storico con il viale Belfiore.

## Storia
Le prime edificazione nella zona risalgono agli anni cinquanta del secolo scorso, un periodo che trasformò il tessuto urbano di Firenze per il dilatarsi dal centro di strutture abitative unendosi alla "signorile" e popolare San Jacopino di quei tempi con il Mugnone unica divisione tra le due parti. Sempre in quel tempo furono realizzati i macelli municipali e la Mukki Latte che poi diventerà Centrale del latte di Firenze, Pistoia e Livorno (fortemente voluta dal sindaco Giorgio la Pira nel 1954). Le due industrie si univano all'intensiva operatività del quartiere come industrializzazione, vista la presenza nelle vicinanze dello stabilimento della Calzedonia (via Riguccio Galluzzi, via Pisacane), della Superpila (piazza Leopoldo) e delle Officine Galileo (viale Morgagni).

## Oggi
Già dall'inizio degli anni novanta l'area dei macelli venne definitivamente abbandonata per poi essere occupata da depositi e parcheggio dei mezzi per l'agenzia municipale per la raccolta dei rifiuti urbani (all'epoca ASNU) ed un canile-gattile sanitario.
Dopo il 2000 la Centrale del Latte sposta la sua sede da via Circondaria a via dell'Olmatello nell'area del Mercato ortofrutticolo di Novoli, molto più vasta e capace di unire le tre sedi e tutte le produzioni dei prodotti caseari. L'area di via Circondaria abbandonata sarà il luogo di costruzione della nuova stazione per l'altà velocità Stazione di Firenze Belfiore e stazione per i treni regionali Firenze Circondaria. La nuova stazione per i treni veloci sarà quasi del tutto sotterranea occupando un'area di 48 700 m² la quale porterà alla distruzione l'area degli ex macelli, una depositeria comunale, la ex scuola Ottone Rosai (spostata in nuovi locali in via dell'Arcovata) della scuola elementare Gianni Rodari e di un blocco di abitazioni popolari di viale Corsica. La nuova stazione sarebbe dovuta sorgere tra il 2009 e il 2015.

## Galleria d'immagini

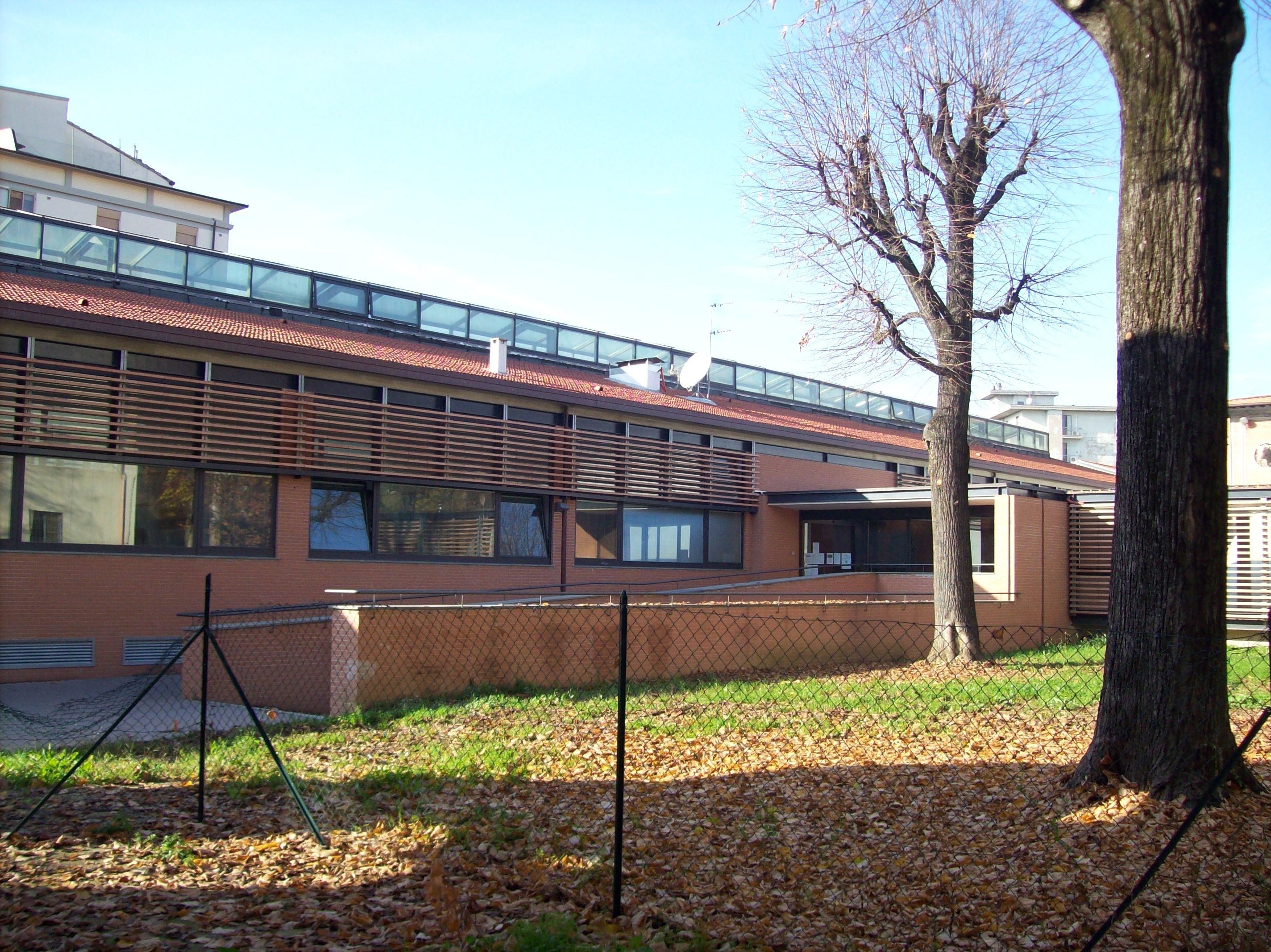
Il nuovo complesso della Scuola media
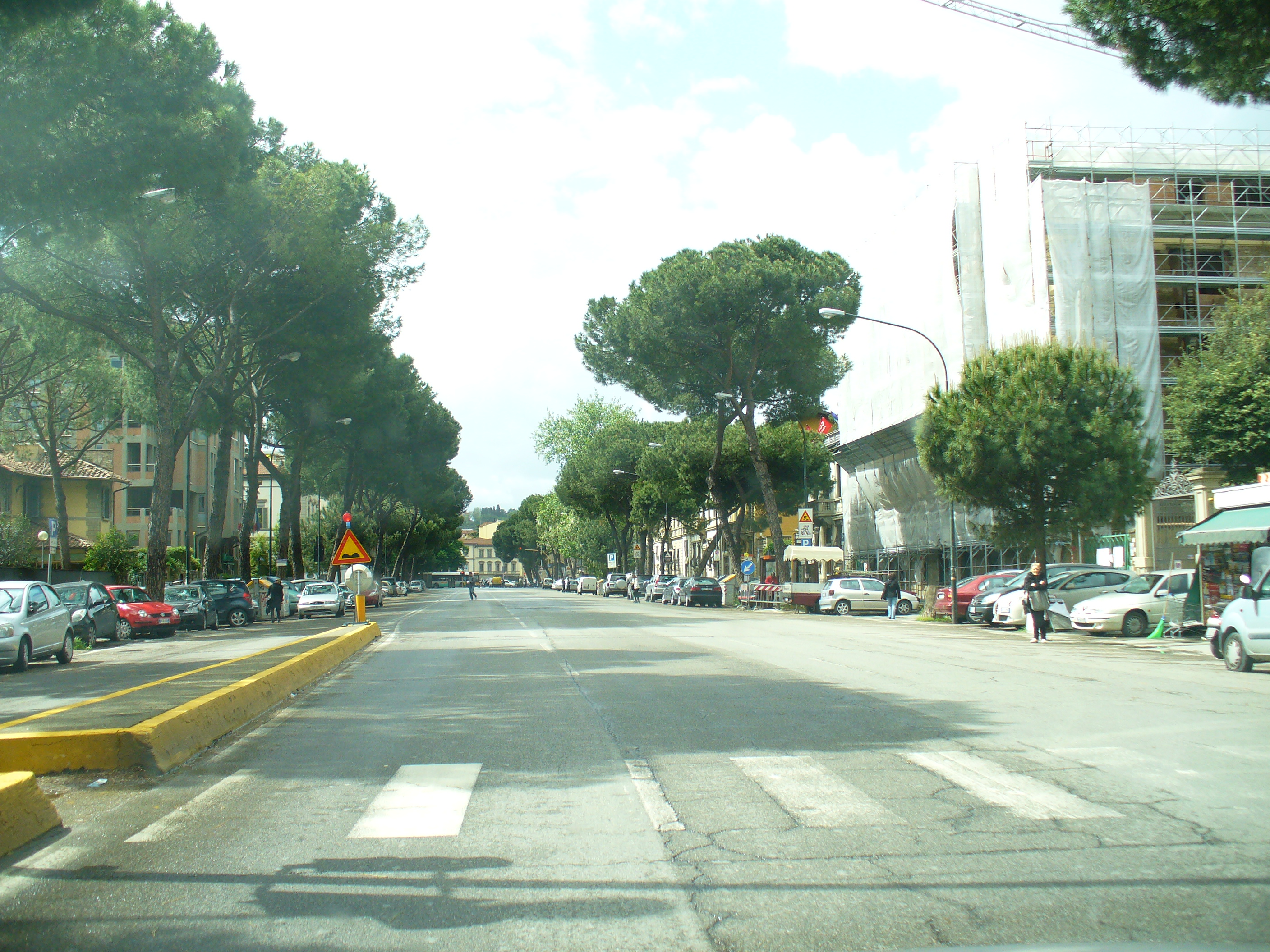
Viale Belfiore